# Klostret Bellapais
Klostret Bellapais är en klosterruin på Cypern. Den ligger i distriktet Eparchía Kerýneias i det turkisk-kontrollerade Nordcypern, fem kilometer sydöst om Kyrenia och 15 kilometer norr om Nicosia. Klostret uppfördes på 1200-talet. Vid osmanska rikets erövring av Cypern tvingades munkarna iväg och klosterbyggnaderna började gradvis förfalla.